# 北投臺灣銀行舊宿舍
北投臺灣銀行舊宿舍，由三棟不同年代的建築組成，位於台北市北投區。在日治時期分別作為新松島旅館和小塚兼吉的別墅。1941年由台灣銀行收購，戰後作為俱樂部、員工宿舍等用途，1960年代作為情報局宿舍，1970年交還給台灣銀行後，作為員工宿舍至1990年，期間曾作為墨池學會。1998年登錄為台北市市定古蹟，2010年開始整修，2014年6月完工。

## 介紹
新松島旅館
新松島旅館的前身為松島旅館，在1910年的《北投溫泉誌》中已有廣告刊載，位於北投公園對面。1935年，新松島旅館落成後，便搬至新址，改稱新松島旅館，為當時北投的中高級溫泉旅館。
小塚兼吉
小塚兼吉於1874年生於日本名古屋，1904年來臺。1905年在西門町開設小塚商店，販售紙張、文具等。由於事業有成，後來陸續在台北市開設多家分店，約開業至1942年。1919年在北投興建私人別墅。

## 建築特色
北投臺灣銀行舊宿舍沿著溪流配置，各棟均面相基地中央的溪流，屬日式建築中的「雁行式」配置，建築風格則是「書院造」的型式。A棟建於1932年至1935年，原為「新松島旅館」，為面積最大的一棟，外牆為杉木雨淋板。戰後作為員工俱樂部，臺銀員工經申請得來此聚餐。
B棟、C棟建於1919年至1922年，原為「小塚兼吉私人別墅」，屋簷的屋瓦可見與小塚商店商標相同的圖樣。後來被新松島旅館收購。B棟外觀為洋式風格，外牆由紅磚和鋼筋水泥構成，外走廊柱子設有西式柱頭。C棟則是和式風格。C棟在1956年治1961年間，蔣宋美齡曾短暫在此渡假，同時作為臺銀高級主管宴會使用。
由於旅館跟別墅原為不同的使用，新松島旅館收購了別墅之後，在A棟與B棟之間興建了渡廊，連通室內空間。